# Robert Franz Arnold

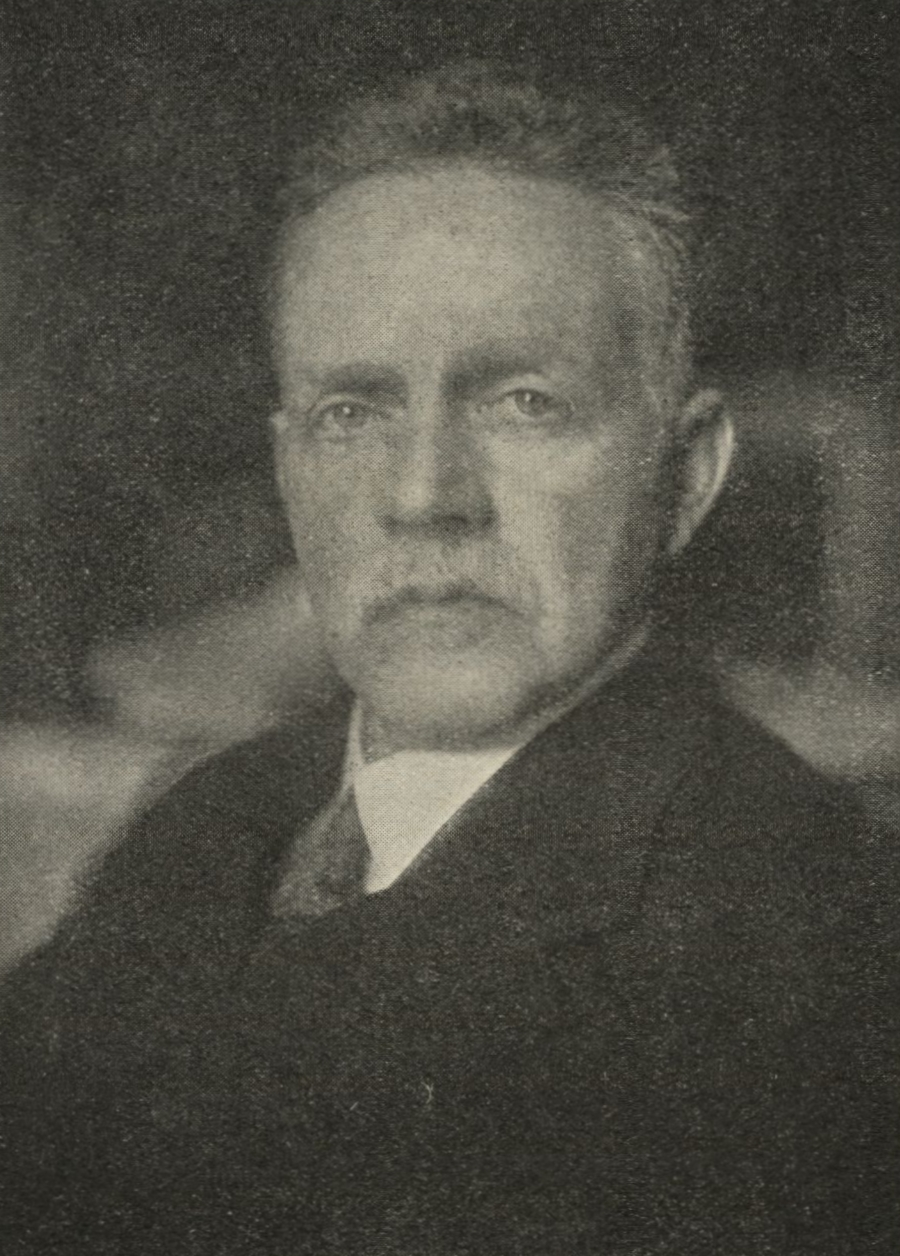
Robert F. Arnold, um 1927

Robert Franz Arnold, bis 1895 Robert Franz Levisohn (* 27. November 1872 in Wien, Österreich-Ungarn; † 24. Jänner 1938 in Wien), war ein österreichischer Literaturhistoriker und Bibliothekar.

## Leben
Levisohn studierte Germanistik in Berlin und wurde 1895 in Wien promoviert. Dabei änderte er auch anlässlich der Konvertierung zum protestantischen Glauben seinen Namen. Arnold arbeitete zunächst als Kustos für die kaiserlich-königliche Hofbibliothek, nach seiner Habilitation 1906 als Professor für Literaturgeschichte an der Universität Wien und in den Jahren 1934 und 1936 als Gastprofessor an der Universität Stanford. Zudem war er als Buch- und Theaterkritiker tätig. Im Jahr 1932 hielt er die Festrede bei der Goethe-Feier der österreichischen Bundesregierung. Von 1936 bis zu seinem Tode war er Präsident der Österreichischen Goethe-Gesellschaft.

## Leistungen
Sein Forschungsschwerpunkt lag in der politischen Dichtung und den Grenzgebieten der Dichtung, außerdem beschäftigte er sich als einer der ersten mit dem Medium Film im Bereich der Theaterwissenschaft. Zu seinen wichtigsten Werken zählen die Allgemeine Bücherkunde zur neueren deutschen Literaturgeschichte 1910 (3. Auflage 1931), und das mit Fachkollegen veröffentlichte Sammelwerk Das deutsche Drama aus 1925, welches die erste Gesamtdarstellung dieser Gattung war.

## Werke
- Der deutsche Philhellenismus. In: Euphorion. Ergänzungshefte. Band 2, 1896.
- Geschichte der deutschen Polenlitteratur von den Anfängen bis 1800. Halle/Saale 1900 archive.org = Volltext in der Google-Buchsuche-USA; Neudruck: Osnabrück 1966.
- Die deutschen Vornamen. 2. Auflage. Wien 1901.
- Die Kultur der Renaissance, Gesittung, Forschung, Dichtung. Leipzig 1904 archive.org, archive.org = Volltext in der Google-Buchsuche-USA.
- Das moderne Drama. Straßburg 1908; 2. Auflage, Straßburg 1912 archive.org, archive.org  Google
- Hrsg. mit Karl Wagner: Achtzehnhundertneun. Die politische Lyrik des Kriegsjahres. Wien 1909 archive.org; Neudruck: Nendeln 1975.
- Bibliographie der deutschen Bühnen seit 1830. 2. Auflage. Straßburg 1909 archive.org.
- Allgemeine Bücherkunde zur neueren deutschen Literaturgeschichte. Straßburg 1910; 2. Auflage, Berlin und Straßburg 1919 archive.org.
- Hrsg. mit Julius Bab, Albert Ludwig u. a.: Das deutsche Drama. München 1925.
- Der Irrgarten. 333 deutsche Rätsel. Wien/Leipzig 1928.
- Reden und Studien. Wien/Leipzig 1932.